# Alfa Romeo SZ
L'Alfa Romeo SZ (Sprint Zagato), nota anche come ES-30 (Experimental Sportscar 3.0 litres), è una autovettura prodotta dalla casa automobilistica italiana Alfa Romeo in un numero limitato di esemplari, in collaborazione con Zagato che si occupava anche dell'assemblaggio nel proprio stabilimento di Terrazzano di Rho, alle porte di Milano. Ne fu derivata una versione cabriolet, la RZ.

## Contesto
Questa vettura venne volutamente creata per sbalordire, specialmente con le sue forme esterne studiate per sfruttare l'effetto suolo. Tra il 1989 e il 1991 ne furono costruiti in totale 1036 esemplari, quasi tutti in colorazione rossa (disponibili con interni beige o neri), eccetto una di colore nero e con interni rossi per Andrea Zagato. L'auto rimase inoltre, per lungo tempo, l'ultima della casa milanese commercializzata a trazione posteriore, fino all'arrivo nel 2007 della 8C Competizione.

## Stile e tecnica

### Design

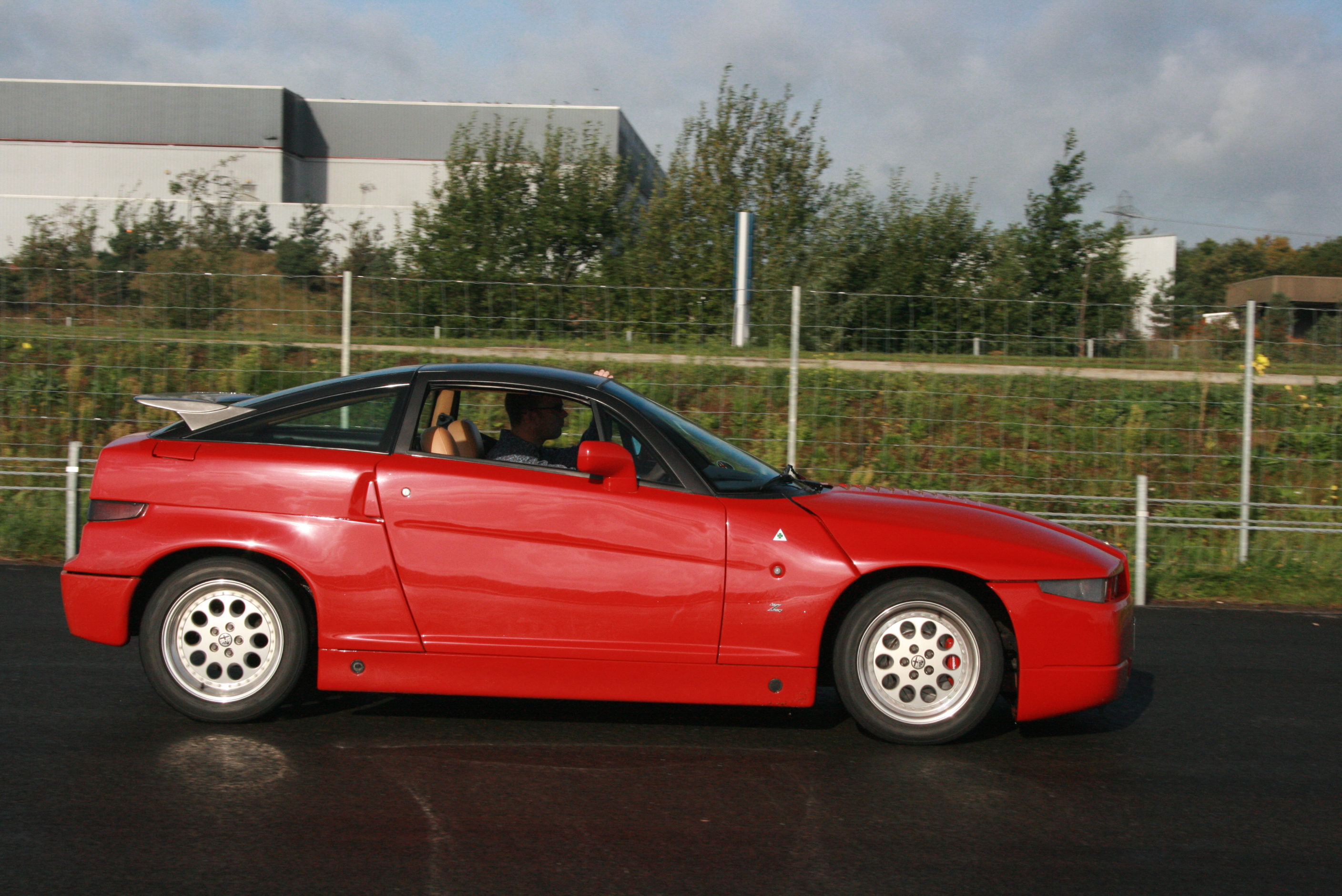
Vista laterale

Robert Opron del Centro Stile Fiat fu responsabile dei bozzetti iniziali, con la collaborazione della carrozzeria Zagato, mentre Antonio Castellana si occupò principalmente degli interni e della finitura finale dei dettagli. Lo stile tagliente e brutale, unito all'avveniristica carrozzeria in materiale termoplastico (chiamato Modar) realizzato dall'italiana Carplast e dalla francese Stratime, si sposavano decisamente bene con lo scopo dell'auto, ovvero essere una summa dei progressi e delle avanguardie tecnologiche raggiunte dall'Alfa Romeo sul finire degli anni 80 del XX secolo.

### Meccanica
La meccanica e il pianale della SZ erano totalmente ereditati dal prototipo da corsa Alfa Romeo 75 Turbo IMSA che nel precedente biennio aveva monopolizzato il Giro automobilistico d'Italia, riprendendo quindi lo schema transaxle con cambio al posteriore e retrotreno con ponte De Dion; il propulsore era il V6 "Busso" da 2959 cm³, dalla caratteristica disposizione a V di 60° e 12 valvole, della 75 Quadrifoglio Verde che, opportunamente elaborato, erogava 210 CV, una potenza che permetteva di raggiungere i 245 km/h di velocità massima e di accelerare da 0 a 100 km/h in 7 secondi.
Le sospensioni vennero messe a punto da Giorgio Pianta, ingegnere, ex pilota e team manager delle squadre corse del Gruppo Fiat, il quale le perfezionò sostituendo i tradizionali silentblock in gomma vulcanizzata all'avantreno e al retrotreno con dei più efficienti omologhi realizzati in politetrafluoroetilene (PTFE): l'utilizzo di questo polimero in loco della tradizionale gomma donò alla SZ un ridotto rollio e un migliore handling nella guida, specie sullo sconnesso e nei cambi di direzione (punto sofferente della genitrice 75 Turbo IMSA), donandole un comportamento stradale del tutto assimilabile a un prototipo sportivo. I freni sono derivati dalla 75 Turbo Evoluzione, e venne inoltre introdotto un sistema idraulico per variare l'altezza da terra.

## Caratteristiche tecniche
| Caratteristiche tecniche - Alfa Romeo SZ                                                                   | Caratteristiche tecniche - Alfa Romeo SZ | Caratteristiche tecniche - Alfa Romeo SZ | Caratteristiche tecniche - Alfa Romeo SZ | Caratteristiche tecniche - Alfa Romeo SZ | Caratteristiche tecniche - Alfa Romeo SZ |
| --- | --- | --- | --- | --- | --- |
| | | | | | |
| Configurazione                                                                                             | | | | | |
| Carrozzeria: Coupé 2 porte                                                                                 | Carrozzeria: Coupé 2 porte | Posizione motore: anteriore longitudinale | Posizione motore: anteriore longitudinale | Trazione: posteriore | Trazione: posteriore |
| Dimensioni e pesi                                                                                          | | | | | |
| Ingombri (lungh.×largh.×alt. in mm): 4059 × 1730 × 1311                                                    | Ingombri (lungh.×largh.×alt. in mm): 4059 × 1730 × 1311 | Ingombri (lungh.×largh.×alt. in mm): 4059 × 1730 × 1311 | Ingombri (lungh.×largh.×alt. in mm): 4059 × 1730 × 1311 | Diametro minimo sterzata: | Diametro minimo sterzata: |
| Interasse: 2510 mm                                                                                         | Interasse: 2510 mm | Carreggiate: anteriore 1463 - posteriore 1425 mm | Carreggiate: anteriore 1463 - posteriore 1425 mm | Altezza minima da terra: | Altezza minima da terra: |
| Posti totali: 2                                                                                            | Posti totali: 2 | Bagagliaio: | Bagagliaio: | Serbatoio: 68 | Serbatoio: 68 |
| Masse | / in ordine di marcia: 1256 kg | / in ordine di marcia: 1256 kg | / in ordine di marcia: 1256 kg | / in ordine di marcia: 1256 kg | / in ordine di marcia: 1256 kg |
| Meccanica                                                                                                  | | | | | |
| Tipo motore: 6 cilindri a v di 60°                                                                         | Tipo motore: 6 cilindri a v di 60° | Tipo motore: 6 cilindri a v di 60° | Cilindrata: (alesaggio x corsa: 93 × 72,6 mm) totale: 2959 cm³ | Cilindrata: (alesaggio x corsa: 93 × 72,6 mm) totale: 2959 cm³ | Cilindrata: (alesaggio x corsa: 93 × 72,6 mm) totale: 2959 cm³ |
| Distribuzione: 2 valvole per cilindro comandate da un albero a camme in testa per bancata mosso da cinghia | Distribuzione: 2 valvole per cilindro comandate da un albero a camme in testa per bancata mosso da cinghia | Distribuzione: 2 valvole per cilindro comandate da un albero a camme in testa per bancata mosso da cinghia | Alimentazione: Iniezione di carburante Bosch Motronic ML 4.1 | Alimentazione: Iniezione di carburante Bosch Motronic ML 4.1 | Alimentazione: Iniezione di carburante Bosch Motronic ML 4.1 |
| Prestazioni motore                                                                                         | Potenza: 210 CV a 6200 giri/min / Coppia: 25 kgm a 4500 giri/min | Potenza: 210 CV a 6200 giri/min / Coppia: 25 kgm a 4500 giri/min | Potenza: 210 CV a 6200 giri/min / Coppia: 25 kgm a 4500 giri/min | Potenza: 210 CV a 6200 giri/min / Coppia: 25 kgm a 4500 giri/min | Potenza: 210 CV a 6200 giri/min / Coppia: 25 kgm a 4500 giri/min |
| Accensione: elettronica                                                                                    | Accensione: elettronica | Accensione: elettronica | Impianto elettrico: 12V | Impianto elettrico: 12V | Impianto elettrico: 12V |
| Frizione: monodisco a secco a comando idraulico                                                            | Frizione: monodisco a secco a comando idraulico | Frizione: monodisco a secco a comando idraulico | Cambio: manuale a 5 marce | Cambio: manuale a 5 marce | Cambio: manuale a 5 marce |
| Telaio | | | | | |
| Corpo vettura                                                                                              | scocca portante in acciaio con rivestimento in materiale composito (Modar e fibra di vetro) | scocca portante in acciaio con rivestimento in materiale composito (Modar e fibra di vetro) | scocca portante in acciaio con rivestimento in materiale composito (Modar e fibra di vetro) | scocca portante in acciaio con rivestimento in materiale composito (Modar e fibra di vetro) | scocca portante in acciaio con rivestimento in materiale composito (Modar e fibra di vetro) |
| Sterzo | a cremagliera con servoassistenza | a cremagliera con servoassistenza | a cremagliera con servoassistenza | a cremagliera con servoassistenza | a cremagliera con servoassistenza |
| Sospensioni                                                                                                | anteriori: a ruote indipendenti con quadrilateri deformabili, molle elicoidali, ammortizzatori idraulici telescopici e barra stabilizzatrice / posteriori: a Ponte de Dion, parallelogramma di Watt, molle elicoidali, ammortizzatori idraulici telescopici a doppio effetto con regolazione manuale dell'altezza da terra | anteriori: a ruote indipendenti con quadrilateri deformabili, molle elicoidali, ammortizzatori idraulici telescopici e barra stabilizzatrice / posteriori: a Ponte de Dion, parallelogramma di Watt, molle elicoidali, ammortizzatori idraulici telescopici a doppio effetto con regolazione manuale dell'altezza da terra | anteriori: a ruote indipendenti con quadrilateri deformabili, molle elicoidali, ammortizzatori idraulici telescopici e barra stabilizzatrice / posteriori: a Ponte de Dion, parallelogramma di Watt, molle elicoidali, ammortizzatori idraulici telescopici a doppio effetto con regolazione manuale dell'altezza da terra | anteriori: a ruote indipendenti con quadrilateri deformabili, molle elicoidali, ammortizzatori idraulici telescopici e barra stabilizzatrice / posteriori: a Ponte de Dion, parallelogramma di Watt, molle elicoidali, ammortizzatori idraulici telescopici a doppio effetto con regolazione manuale dell'altezza da terra | anteriori: a ruote indipendenti con quadrilateri deformabili, molle elicoidali, ammortizzatori idraulici telescopici e barra stabilizzatrice / posteriori: a Ponte de Dion, parallelogramma di Watt, molle elicoidali, ammortizzatori idraulici telescopici a doppio effetto con regolazione manuale dell'altezza da terra |
| Freni | anteriori: a disco autoventilanti / posteriori: a disco autoventilanti | anteriori: a disco autoventilanti / posteriori: a disco autoventilanti | anteriori: a disco autoventilanti / posteriori: a disco autoventilanti | anteriori: a disco autoventilanti / posteriori: a disco autoventilanti | anteriori: a disco autoventilanti / posteriori: a disco autoventilanti |
| Pneumatici                                                                                                 | ant./post.: 205/55 ZR16 / 255/50 ZR16 / Cerchi: ant./post.: 7Jx16" / 8Jx16" | ant./post.: 205/55 ZR16 / 255/50 ZR16 / Cerchi: ant./post.: 7Jx16" / 8Jx16" | ant./post.: 205/55 ZR16 / 255/50 ZR16 / Cerchi: ant./post.: 7Jx16" / 8Jx16" | ant./post.: 205/55 ZR16 / 255/50 ZR16 / Cerchi: ant./post.: 7Jx16" / 8Jx16" | ant./post.: 205/55 ZR16 / 255/50 ZR16 / Cerchi: ant./post.: 7Jx16" / 8Jx16" |
| Prestazioni dichiarate                                                                                     | | | | | |
| Velocità: 245 km/h                                                                                         | Velocità: 245 km/h | Velocità: 245 km/h | Accelerazione: 0-100 km/h: 7 s | Accelerazione: 0-100 km/h: 7 s | Accelerazione: 0-100 km/h: 7 s |
| Fonte dei dati:                                                                                            | | | | | |